# روس ليفين
روس ليفين (بالإنجليزية: Ross Levine)‏ هو أستاذ جامعي واقتصادي أمريكي، ولد في 16 أبريل 1960 في نيويورك في الولايات المتحدة.